# Saint-Bômer-les-Forges
Saint-Bômer-les-Forges é uma comuna francesa na região administrativa da Normandia, no departamento Orne. Estende-se por uma área de 31,25 km². Em 2010 a comuna tinha 1 070 habitantes (densidade: 34,2 hab./km²).